# Coryneum populinum
Coryneum populinum là một loài Ascomycetes trong họ Melanconidaceae. Loài này được Bres. miêu tả khoa học đầu tiên năm.
Đây là loài gây hại của các cây trong chi Populus, phát triển phổ biến ở Trung Quốc.